# Huckberg
Der Huckberg liegt nördlich von Bevergern zwischen Rheine und Osnabrück im Osning-Sandsteinzug. Er bildet das westliche Ende des Teutoburger Waldes mit einer Höhe von 96 m ü. NHN.

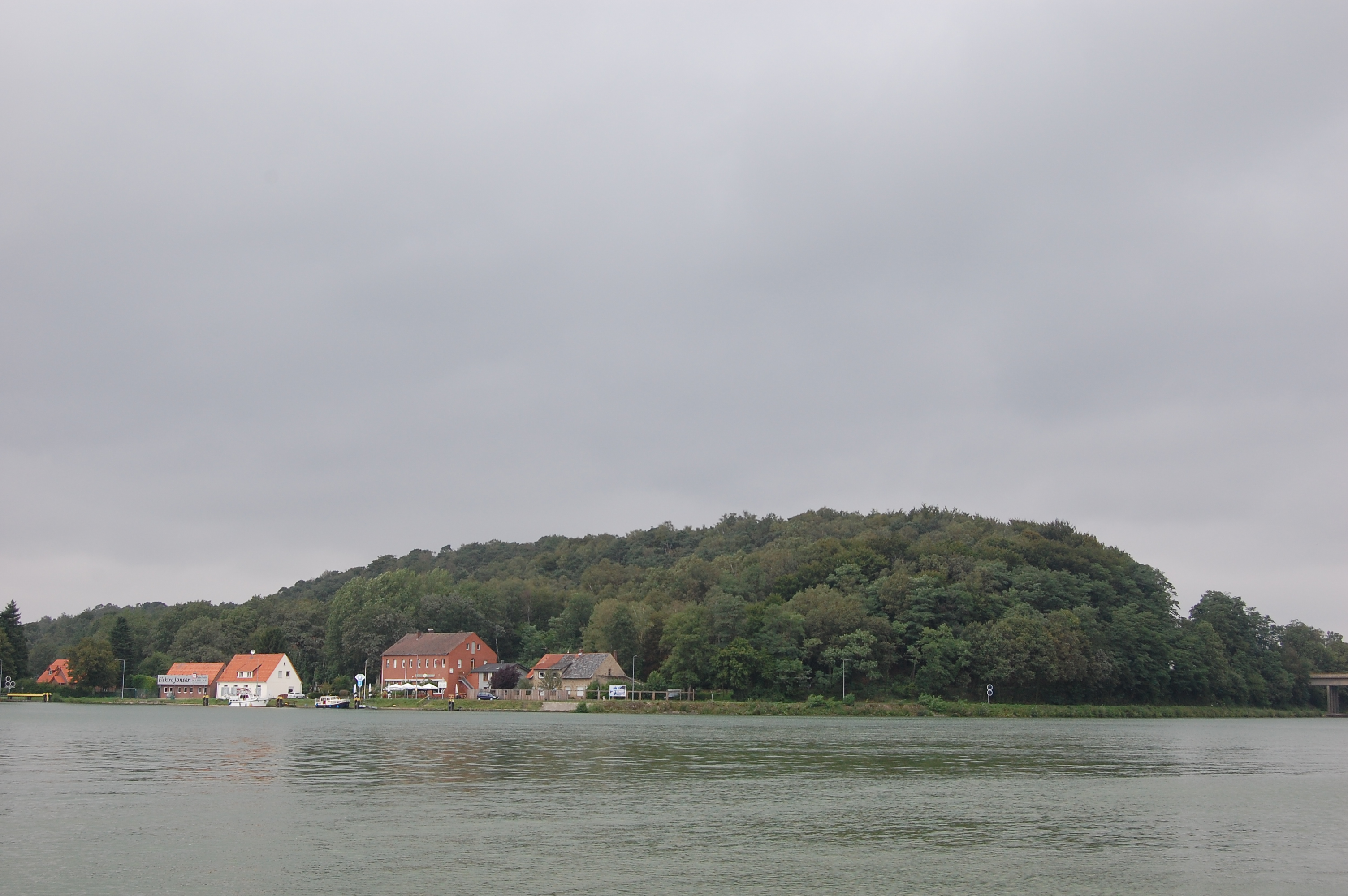
Südwestseite Huckberg, im Vordergrund der Dortmund-Ems-Kanal

## Lage und Geschichte
Durch den Mittellandkanal ist er vom restlichen Teutoburger Wald abgetrennt. Direkt südlich verläuft der Dortmund-Ems-Kanal. Das Nasse Dreieck befindet sich in unmittelbarer Nähe. Als Name dieser Trennung hat sich der Begriff der Gravenhorster Schlucht durchgesetzt. Zwei Schichten von Gesteinen treten hier zutage, der Osning-Sandsteinzug (Untere Kreidezeit) und der Plänerkalkzug (Obere Kreide). In den vergangenen Jahrhunderten haben sich verschiedene Schreibweisen gezeigt: Huckesberg, Hukesberg, Huxberg oder Huk, was so viel bedeutet wie „hervorragender Hügel“.

## Steinbrüche
Der am Südhang befindliche Steinbruch wurde erstmals mit dem Bau der St.-Dionysius-Pfarrkirche in Rheine 1480 erwähnt und wurde Kirchengrube genannt. Im Jahr 1544 baute man die Festungswälle von Rheine mit Steinen aus „steinkulen up den Huckesberge“. Es folgten weitere bedeutende Bauwerke in Rheine: 1550 das steinerne Emswehr und 1675 die erste steinerne Emsbrücke in Rheine. Es gab 1767 Pläne, den Hemelter Bach schiffbar zu machen, um die Steine von Huckberg leichter transportieren zu können. Ab 1486 wurde der Huckberg mehrmals im Register des Klosters Gravenhorst aufgeführt. An der Nordseite wurde 1577 eine Salzquelle entdeckt. Es folgte der Bau einer Saline, die den Namen Salzwerk ‚Zur Gottesgabe’ oder auch Hermannshall erhielt.
Von 1694 bis 1859 wirkte in Bevergern die Baumeister- und Steinmetzfamilie Niemann. Sie war in Besitz des Steinbruchs am Huckberg. 1894 wurde dieser für den Bau des Dortmund-Ems-Kanals an die Königliche Kanalkommission verkauft und ist heute noch im Besitz des Wasser- und Schifffahrtsamtes. Der Steinbruch wurde vor Beginn des Zweiten Weltkrieges stillgelegt.
| - Gebäude mit Sandsteinen vom Huckberg - St.-Dionysius-Pfarrkirche in Rheine und Reste der Stadtmauer - Detailansicht des Mauerwerkes der Kirche - Emsmühle in Rheine 1754 erbaut |

## Hexenhöhle
Auf dem Huckberg gibt es eine 27,4 m lange, durchgängig begehbare Höhle. Die im Sandstein verlaufende Höhle wurde in Teilbereichen von Menschenhand erweitert. Die Herkunft des Namens leitet sich von einer Sage über eine dort beobachtete Walpurgisnacht ab. Eine Besonderheit der Hexenhöhle sind wurmähnliche Lehmauflagerungen, sogenannte Vermikulationen.
| - Hexenhöhle am Huckberg - Östlicher Eingang - Westlicher Eingang |

## Alte Sommerrodelbahn (1953)

Überreste der alten Sommerrodelbahn am Huckberg

Am 1. Mai 1953 wurde auf dem Huckberg die Sommerrodelbahn eröffnet. Die zweispurige Rodelbahn führte den Huckberg in südöstlicher Richtung hinunter und endete im Garten des ehemaligen Ausflugslokals „Gaststätte am Hafen“.
Reste der alten Sommerrodelbahn sind noch heute zu erkennen. Seilrollen, Schwellen aus Beton und Teile der Bergstation, wie man auf dem nebenstehenden Bild erkennen kann. 2008 wurde das alte Gebäude des ehemaligen Ausflugslokals nach mehreren Besitzerwechsel und Leerstand endgültig abgerissen. 2021/2022 wurde die Huckbergstraße umfassend renoviert und an der Stelle vom ehemaligen Ausflugslokal ein Parkplatz errichtet.